# Lamonzie-Saint-Martin
Lamonzie-Saint-Martin là một xã của Pháp, nằm ở tỉnh Dordogne trong vùng Aquitaine của Pháp. Xã này có diện tích 20,64 km2, dân số năm 2006 là 2212 người. Xã nằm ở khu vực có độ cao trung bình 27 m trên mực nước biển.

## Thông tin nhân khẩu
| Năm    | 1962  | 1968  | 1975  | 1982  | 1990  | 1999  | 2006  |
| ------ | ----- | ----- | ----- | ----- | ----- | ----- | ----- |
| Dân số | 1 173 | 1 235 | 1 446 | 1 612 | 2 010 | 2 069 | 2 212 |